# Hélio Campos
Hélio da Costa Campos, mais conhecido como Hélio Campos, (Rio de Janeiro, 10 de março de 1921 – Brasília, 25 de abril de 1991). Foi um militar e político brasileiro que governou por duas vezes o estado de Roraima, o qual representou no Congresso Nacional.

## Dados biográficos
Filho de Albino da Silva Campos e Adalgisa da Costa Campos. Aluno da Escola de Comando do Estado Maior da Aeronáutica, sentou praça em 1943 e frequentou cursos de especialização no Exército e na Marinha. Ajudante de ordem do Ministério da Aeronáutica, ostentava a patente de coronel quando foi nomeado governador de Território Federal de Roraima durante o governo Costa e Silva, e um ano após a sua exoneração, foi reconduzido ao cargo pelo presidente Emílio Garrastazu Médici. Eleito deputado federal pela ARENA em 1974 e 1978, migrou para o PDS em 1980, após o fim do bipartidarismo no governo João Figueiredo. Candidato a reeleição, figurou na chapa como primeiro suplente em 1982.
Com a Nova República, ingressou no PDT e foi derrotado ao disputar a prefeitura de Boa Vista em 1985, figurando como segundo suplente de deputado federal em 1986. Eleito senador por Roraima via PMN em 1990, retornou para o PDS logo depois da posse, mas faleceu nos primeiros meses de mandato e em sua vaga foi efetivado João França Alves.